# Ривалдо
Ривалдо Витор Борба Фереира (порт. Rivaldo Vítor Borba Ferreira; рођен 19. априла, 1972. у Паулисти), познатији као Ривалдо, је бивши бразилски фудбалер.

## Каријера
Први тим за који је наступао професионално је био Санта Круз за који је потписао уговор у својој 16. години. У бразилски клуб Можи Мирим је прешао 1992. године.
Године 1993. је прешао у Коринтијанс а исте године је дебитовао за репрезентацију Бразила на пријатељској утакмици против Мексика.
У Палмеирас је прешао 1994. године и те године је са својим клубом освојио првенство Бразила. У шпански клуб Депортиво ла Коруња је прешао 1996. године, и у њему је остао до 1997, када је потписао за Барселону.
Године 1999. је проглашен за најбољег играча света, као и најбољег играча у Европи.
Године 2002. Барселона је раскинула уговор са њим, а он је прешао у ФК Милан у коме је провео неуспешну сезону са малим бројем одиграних утакмица. Након те сезоне накратко се вратио у Бразил где је одиграо 11 утакмица у Крузеиру а затим потписао уговор са грчким Олимпијакосом.
За репрезентацију Бразила је одиграо 74 утакмица. За репрезентацију је играо и на светском првенству 2002. године када су освојили титулу првака света.
Ривалдо је 2002. био један од најбољих играча света.